# Hiroyuki Goto
Hiroyuki Goto (japansk: 后藤裕; født 2. august 1973 i Tokyo i Japan) reciterede Pi fra hukommelsen med 42.195 decimaler på NHK Broadcasting Centre tokyo 18. februar 1995. Dengang havde han verdensrekorden i ti år indtil at Lu Chao slog den i 2005.
Han er computerspildesigner hos Namco. Han har skabt ord-puslespillet Kotoba ingen Puzzle Moji Pittan som blev udgivet som et arkadespil i 2001 og er senere blevet udgivet til flere konsoller.